# XRS Land
XRS Land, Xerxes, XRS,  Sys-X e Kapitel 6 são os nomes artísticos de Michael de Oliveira Nicassio (São Paulo, ) é um DJ e produtor musical brasileiro de drum & bass. Apenas no Brasil, produziu álbuns sob o pseudônimo Friendtronik e Kapitel 06.
Conhecido internacionalmente, também produziu no Reino Unido com a V Recordings, sendo parte deste trabalho em colaboração com DJ Marky.
É um dos principais nomes da música eletrônica brasileira.

## Carreira
A carreira como DJ começou em 1993, quando tornou-se residente na casa Aeroanta, quando apresentou diversos gêneros, como bossa nova, jazz e dub reggae.
XRS desenvolveu recursos de estúdio, que culminaram com o lançamento de faixas como Boom Man e Power to the People.
Em 1995, em parceria com Ramilson Maia, iniciou seu próprio selo, Innerground Recordings. Inciaram seus trabalhos com o EP From the Land to the City. Começou então a ganhar reputação nacional e internacional, tendo sido citado pela revista francesa Coda como uma promessa no cenário brasileiro da música eletrônica.
XRS continuou seus trabalhos como produtor e DJ e, em 1998, iniciou outro projeto, com sua esposa Paula. Teve forte ligação com o drum & bass, e este foi chamado Friendtronik. Faixas do álbum tocaram em locais de dança no Brasil. Posteriormente, ambos gravaram álbum com a Sony/MMM, chamado Friendtronik@Periferia.com.zl.